# Візит ввічливості
«Візит ввічливості» (рос. Визит Вежливости) — радянський художній фільм 1972 року, випущений на кіностудії «Мосфільм».

## Сюжет
Чотири історії, що паралельно розвиваються: «Корабель», «Порт», «Помпея» і «Театр» пов'язані з долею капітана навчального військового корабля Андрія Глєбова, який відвідав закордонне портове місто.

## У ролях
- Борис Гусаков — Андрій Глєбов, капітан-лейтенант навчального військового корабля, письменник
- Любов Альбицька — Лючія, італійська дівчина, гід
- Микола Рачинський — морський офіцер
- Леонід Тарабаринов — командир корабля
- Володимир Носик — Казицький, військовий моряк
- Георгій Пусеп — італієць
- Алла Демидова — Ніна Сергіївна, акторка театру
- Олексій Ейбоженко — Віктор Олександрович, режисер театру
- Борис Хімічев — Веселовський, актор театру
- Людмила Селянська — Римма Михайлівна, завліт театру
- Владислав Стржельчик — префект Помпеї
- Олександр Вокач — Пансо, знатний житель стародавньої Помпеї
- Олег Шкловський — Валерій, син префекта Помпеї
- Роман Філіппов — Пансо-молодший, житель стародавньої Помпеї
- Фелікс Яворський — адмірал
- Вадим Грачов — Сабінін, морський офіцер
- Володимир Колчин — актор театру
- Станіслав Міхін — морський офіцер
- Євгенія Уралова — офіціантка ресторану, знайома Андрія Глєбова
- Олександр Козубський — Февроній, раб в стародавніх Помпеях
- Валентина Шендрікова — Лара, подруга Казицького
- Олексій Головін — житель стародавньої Помпеї
- Іван Соловйов — мудрець на березі моря стародавньої Помпеї
- Галина Комарова — помічник режисера
- Леонід Недович — актор театру
- Іван Жеваго — працівник театру
- Володимир Мишкін — Федоров, військовий моряк
- Ігор Безяєв — житель стародавньої Помпеї
- Юрій Кірєєв — актор театру
- Микола Горлов — раб в корчмі
- Віктор Борцов — морський офіцер
- Володимир Маслацов — корчмар
- Світлана Чачава — італійка
- Володимир Кравченко — патрицій
- Олексій Ковальов — капітан далекого плавання
- Олександр Кузнецов — хуліган

## Знімальна група
- Режисер — Юлій Райзман
- Сценаристи — Анатолій Гребнєв, Юлій Райзман
- Оператор — Наум Ардашников
- Композитор — Микола Сидельников
- Художники — Микола Двигубський, Фелікс Ясюкевич